# چارلی فلچر (بازیکن فوتبال)
چارلی فلچر (انگلیسی: Charlie Fletcher؛ ۲۸ اکتبر ۱۹۰۵ – ۲۲ اوت ۱۹۸۰) بازیکن فوتبال اهل بریتانیا بود.
از باشگاه‌هایی که در آن بازی کرده‌است می‌توان به باشگاه فوتبال کریستال پالاس، باشگاه فوتبال مرثر تاون، باشگاه فوتبال ایپسویچ تاون، باشگاه فوتبال برنتفورد، باشگاه فوتبال پلیموث آرگیل، باشگاه فوتبال برنلی، و باشگاه فوتبال لیتون اورینت اشاره کرد.